# The Walking Dead (Computerspiel)
The Walking Dead (anhörenⓘ) (auch bekannt als The Walking Dead: The Game) ist ein Adventure im Episodenformat. Es basiert auf dem gleichnamigen Comic von Robert Kirkman und ist für Android, iOS, macOS, Windows, PlayStation 3, PlayStation 4, Xbox 360 und Xbox One erschienen. Das Spiel wurde von Telltale Games entwickelt. The Walking Dead sollte Ende 2011 veröffentlicht werden, wurde aber aufgrund von Produktions- und Entwicklungsverzögerungen auf Anfang 2012 verschoben. Die erste Staffel des Spiels besteht aus fünf Episoden, die zwischen April und November 2012 veröffentlicht wurden. Die iOS-Versionen der Episoden erschienen kurz darauf. Es wurden außerdem Retail-Versionen der kompletten Serie veröffentlicht. Die deutsche Retail-Version beinhaltet deutsche Untertitel für das Spiel. Ein Update soll später deutsche Untertitel für bereits gekaufte Spiele einfügen.
Die zweite Staffel des Spiels namens „The Walking Dead - Season Two“ besteht ebenfalls aus fünf Episoden, die erste wurde am 17. Dezember 2013 und die letzte Episode am 16. August 2014 veröffentlicht. Im August 2018 erschien eine Version des Spiels für die Nintendo Switch.
Das Spiel ist in der gleichen fiktionalen Welt angesiedelt wie die Comicserie. Die Ereignisse verlaufen chronologisch nach dem Auslösen der Zombie-Apokalypse in Georgia. Die meisten Charaktere sind neu für das Spiel erfunden worden; der Protagonist, Universitätsprofessor Lee Everett, kümmert sich um das junge Mädchen Clementine, während sie mit anderen Überlebenden zusammenarbeiten. Einige Charaktere aus der Comicserie haben Auftritte im Spiel, darunter Hershel Greene und Glenn.
The Walking Dead ist ein Graphic-Adventure, das den Fokus nicht auf das Rätsellösen, sondern auf die Geschichte und Charaktere legt. Die Geschichte wird von Entscheidungen und Handlungen des Spielers beeinflusst. Im Laufe der Handlung sterben bestimmte Charaktere oder nehmen eine entsprechende Haltung gegenüber dem Protagonisten ein, je nachdem, welche Entscheidungen getroffen wurden. Diese Entscheidungen werden mit in die nächsten Episoden übernommen.

## Spielmechanik
Der Spieler kann mit Charakteren interagieren und Gegenstände untersuchen. Dabei muss er auch Gegenstände aus seinem Inventar verwenden und mit der Umgebung interagieren. Laut Robert Kirkman legt The Walking Dead den Fokus auf die Charakterentwicklung und auf die Geschichte und weniger auf die Action-Elemente, die in anderen Zombie-Spielen, wie zum Beispiel Left 4 Dead, im Vordergrund stehen.
In einigen Abschnitten muss der Spieler eine Entscheidung in einer bestimmten Zeitspanne treffen, die oft einen langfristigen Effekt auf die Geschichte hat. Bei anderen Entscheidungsmöglichkeiten in Gesprächen muss der Spieler in einer bestimmten Zeitspanne eine Antwort wählen, ansonsten sagt er nichts, was die Einstellung anderer Charaktere zu ihm ändern kann. Es gibt außerdem actionbasierte Sequenzen, in denen der Spieler bestimmten Anweisungen auf dem Bildschirm folgen muss, sogenannte Quick-Time-Events, um sich oder andere Charaktere vor dem Tode zu bewahren; gelingt dies dem Spieler nicht, startet das Spiel an dieser Stelle von Neuem.
Der Spieler kann eine Option einstellen, damit ihm beim Spielen mitgeteilt wird, wie eine Person auf eine Antwort reagiert hat und ob sie ihre Einstellung gegenüber Lee geändert hat. Jede Episode enthält fünf Stellen, an denen der Spieler wichtige Entscheidungen zwischen zwei Optionen wählen muss; über die Server von Telltale errechnet das Spiel, wie viele Spieler welche Option gewählt haben, und ermöglicht so dem Spieler, sich mit anderen Spielern zu vergleichen. Das Spiel kann, ungeachtet dessen, welche Entscheidungen man getroffen hat, abgeschlossen werden, allerdings basiert der Verlauf der Geschichte auf diesen Entscheidungen. Das Spiel ermöglicht es, verschiedene Speicherslots zu verwenden, und enthält eine Rückspulfunktion, womit der Spieler zurückgehen und vorherige Entscheidungen ändern kann.

## Handlung der 1. Staffel
Aufgrund der Entscheidungen, die der Spieler treffen kann, können einige Details der Handlung abweichen.
Als ein Sheriff Lee von Atlanta zu einem hiesigen Gefängnis bringt, überfährt er mit seinem Streifenwagen einen „Beißer“. Er durchbricht mit dem Wagen die Leitplanke und stürzt einen Abhang hinunter, was Lee ermöglicht, zu entkommen. Kurz darauf wird er Zeuge einer Zombie-Attacke. Er sucht Zuflucht in einem nahe gelegenen Vorstadthaus und stellt fest, dass die achtjährige Clementine sich dort versteckt; ihre Eltern sind vor dem Desaster nach Savannah gereist. Lee verspricht, sich um Clementine zu kümmern und ihr dabei zu helfen, ihre Eltern mithilfe eines Walkie-Talkies zu finden.
Sie treffen andere Überlebende und suchen Zuflucht auf dem Hof von Hershel Greene und seinem Sohn Shawn. Lee trifft Kenny, seine Frau Katjaa und deren Sohn „Duck“, die nach Savannah reisen wollen, um ein Boot zu finden und vom Festland zu entkommen. Nach einem „Beißerangriff“, bei dem Shawn umkommt, wird die Gruppe von Hershel verbannt und sie fliehen nach Macon, Lees Heimatstadt. Sie suchen Zuflucht in einer Drogerie mit mehreren anderen Überlebenden, darunter Lilly und ihr Vater Larry. Lee bemerkt, dass es sich um die Drogerie seiner Eltern handelt, sagt den anderen aber nichts. Kurz darauf ist er gezwungen, seinen Bruder zu töten, der bereits zu einem Beißer geworden ist, um Zugang zur Medizin aus der Apotheke zu bekommen. Die Gruppe ist gezwungen, zu einem nahe gelegenen Motel zu fliehen, als sie angegriffen werden. Einer der Überlebenden wird dabei von einem Beißer getötet. Im Motel sind sie in der Lage, eine Verteidigungslinie aufzubauen.
Drei Monate später hat die Gruppe fast keine Nahrung mehr. Als sie Ben, einen Highschoolschüler, vor einer weiteren Zombieattacke retten und im Motel Zuflucht gewähren, sorgt Lilly sich um die Ressourcen der Gruppe. Ben erwähnt, dass man nicht gebissen werden muss, sondern jeder sich nach seinem Tode – unabhängig von der Todesart – verwandelt, und dass Beißer nur durch eine Zerstörung ihres Gehirns getötet werden können. Sie treffen auf die St. Johns, die einen Molkereibetrieb führen, der gut gegen Beißer geschützt zu sein scheint. Die St. Johns bieten ihnen Schutz und Nahrung im Austausch für Benzin. Lee findet heraus, dass die Farm einen Deal mit Banditen eingegangen ist; sie geben ihnen Lebensmittel und werden im Gegenzug nicht von den Banditen angegriffen. Später finden sie den Campingplatz einer verwirrten Frau, Jolene, die getötet wird, bevor sie das Geheimnis der St. Johns offenbaren kann. Lee und Kenny untersuchen die Farm und finden heraus, dass die St. Johns zu Kannibalen geworden sind. Die Gruppe wird jedoch schnell überwältigt und eingesperrt, bevor sie reagieren kann. Im Kühlhaus eingesperrt, erleidet Larry einen Herzinfarkt und Lee (eine von zwei Möglichkeiten) und Kenny sehen keinen anderen Ausweg, als seinen Kopf zu zertrümmern, um ihn vor einer Verwandlung zu bewahren. Es gelingt ihnen, zu entkommen und die St. Johns zu überwältigen. Sie überlassen das Schicksal der Familie den Beißern, die die Farm überrannt haben. Auf dem Weg zurück zum Motel finden sie ein scheinbar verlassenes Auto mit Vorräten, die sie trotz Clementines Einwände an sich nehmen.
Eine Woche später findet Lilly heraus, dass jemand den Banditen Medizin gegeben haben muss, aber bevor Lee den Täter finden kann, stürmen sowohl Banditen als auch Beißer das Motel. Die Gruppe ist gezwungen, ohne ihre Vorräte in einem Wohnmobil zu fliehen, wo Kenny und Katjaa Lee offenbaren, dass ihr Sohn Duck während des Angriffs gebissen wurde. Im Wohnmobil fordert die zunehmend paranoide Lilly Gerechtigkeit für ihren Vater und versucht einen Täter für die gestohlenen Vorräte zu finden; die Situation spitzt sich zu und Lilly erschießt schließlich eine Überlebende. Danach verlässt Lilly die Gruppe. Sie finden auf ihrer Flucht einen noch funktionstüchtigen Zug und treffen einen Obdachlosen namens Chuck. Er schließt sich der Gruppe an und sie fahren mit dem Zug in Richtung Savannah. Auf der Reise bemerkt Katjaa, dass sich Duck fast verwandelt hat. Sie überzeugen Kenny davon, den Zug anzuhalten, um sich um Duck zu kümmern. Doch stattdessen nimmt Katjaa Duck mit in den Wald und tötet sich selbst. Die Gruppe tötet Duck aus Barmherzigkeit und begibt sich dann wieder auf die Reise. Ben verrät Lee im Geheimen, dass er es war, der den Deal mit den Banditen eingegangen ist, und zeigt Reue, da er sich für den Tod von Katjaa und Duck verantwortlich fühlt. Sie bekommen Hilfe von einem jungen Paar, Christa und Omid, als ihnen ein LKW-Anhänger voller Brennstoff den Weg versperrt. Während die Gruppe versucht, das Gleis freizuräumen, nähert sich eine Zombiehorde, die dem Zug gefolgt zu sein scheint. Auf der Flucht verletzt sich Omid am Bein. Kurz vor ihrer Ankunft in Savannah hört Lee, wie eine fremde Person versucht, Clementine auf ihrem Walkie-Talkie zu kontaktieren. Der ominöse Mann am anderen Ende versucht ihr zu versichern, dass sie sicher sein wird, sobald Lee und seine Freunde aus dem Weg sind, und dass sie ihre Familie bald wiedersehen würde.
In Savannah sucht die Gruppe Unterschlupf in einem verbarrikadierten Haus. Kenny und Lee gehen zum Ufer, nur um festzustellen, dass nicht ein einziges Boot mehr da ist. Sie begegnen Molly, einer Plünderin, die ihnen erklärt, dass die Boote schon seit langer Zeit fort sind und alle nützlichen Ressourcen von einer radikalen Gruppierung gehortet und bewacht werden, die sich selbst Crawford nennt, eine Gemeinschaft, die sich verbarrikadiert hat, um vor Beißerangriffen sicher zu sein. Während eines Beißerangriffs wird Lee von den anderen getrennt und ist gezwungen, sich einen Weg durch die Kanalisation der Stadt zu suchen. In der Kanalisation findet Lee Chuck (der ebenfalls von der Gruppe getrennt wurde) tot vor und nimmt dessen Waffe an sich. Auf seiner Suche trifft er auf den Arzt Vernon und mehrere seiner Patienten, die sich in einem verlassenen Leichenschauhaus versteckt haben – allesamt Krebsüberlebende, die von Crawford aufgrund ihrer Krankheit „ausgesondert“ werden sollten. Vernon bietet Lee an, mit ihm zurück zu Omid zu gehen und dessen Bein zu untersuchen. Zurück im Haus zeigt Clementine Lee ein Boot, das sie in einem Schuppen im Hinterhof des Hauses gefunden hat. Kenny untersucht es und es stellt sich heraus, dass Benzin und eine Batterie fehlen, um das Boot in Gang zu setzen. Mit Mollys und Vernons Hilfe finden sie einen Weg, um sich in Crawford einzuschleichen, um ebendiese Dinge zu beschaffen. In Crawford angekommen finden sie heraus, dass die gesamte Bevölkerung zu Beißern geworden ist. Obwohl sie weitestgehend unbeschädigt die benötigten Dinge aus einer verlassenen Schule besorgen, die als Basis für die Leute aus Crawford gedient hat, lässt Ben versehentlich die Beißer in die Schule, was die Gruppe zur Flucht zwingt. Während dieser Flucht fällt Ben beinahe den Horden der Beißer zum Opfer; er sagt, dass er es wegen seiner Handlungen in der Vergangenheit verdient habe, zu sterben. Die Gruppe kehrt ins Haus zurück. Nachdem sie sich über Omids gesundheitlichen Zustand vergewissert haben, nimmt Vernon seine Medizin und geht. Zuvor sagt er Lee, er finde, dass Lee planlos sei und nicht länger in der Lage, sich angemessen um Clem zu kümmern. Er bietet stattdessen an, sie in die eigene Obhut zu nehmen.
Am nächsten Morgen ist Clementine verschwunden. Als Lee das Haus und die Umgebung absucht, wird er von einem Beißer angegriffen und gebissen. Er weiß, dass seine Zeit knapp ist, und so reist er mit den anderen zum Leichenschauhaus, da er glaubt, Vernon sei für die Entführung verantwortlich. Stattdessen finden sie den Bunker verlassen vor. Dann erzählt der Mann am Walkie-Talkie, dass er Clementine in einem Hotel im Zentrum der Stadt gefangen hält, und sollte Lee sie zurückwollen, solle er zu ihr kommen. Die Gruppe kehrt zurück in das Haus und es stellt sich heraus, dass Vernon und seine Gruppe das Boot während ihrer Abwesenheit gestohlen haben. Den Überlebenden ist klar, dass ihre einzige Möglichkeit ist, Clementine zu retten und dann aus der Stadt zu fliehen. Unverhofft wird das Haus von Beißern überrannt, aber sie sind in der Lage, zu entkommen. Auf ihrer Flucht über die Dächer fällt Ben (sollte dieser Episode 4 überlebt haben) und wird auf einem Geländer aufgespießt. Kenny opfert sich, um die Beißer für Lee, Christa und Omid zurückzuhalten, und gibt mit seiner letzten Kugel Ben den Gnadenschuss, um ihn vor einem schlimmeren Schicksal zu bewahren. Sollte Ben in Episode 4 sterben, fällt Christa in ein Loch voller Beißer, wo sie alleine nicht mehr raus kommt. Kenny springt daraufhin rein und hilft ihr raus, wird aber von den Beißern in die Enge gedrängt. In beiden Fällen bleibt sein Schicksal ungewiss. Lee sagt den beiden, dass sie einander am Stadtrand treffen werden, wo er Clementine in ihre Obhut übergeben möchte.
Lee kämpft sich seinen Weg durch die Horden der Beißer, vor denen jetzt kein Ort in der Stadt mehr sicher zu sein scheint, bis er das Hotel erreicht. In einem Zimmer findet er den Fremden mit dem Walkie-Talkie. Es stellt sich heraus, dass er der Besitzer des Wagens war, den die Gruppe nach den Vorfällen bei den St. Johns geplündert hatte. Er enthüllt Lee, wie er die Bewegungen der Gruppe in den vergangenen Wochen beobachtet hat. Er hält Lee dessen Entscheidungen vor und sagt ihm, er denke nicht, dass er ein guter Vater für Clem sei. Lee merkt bald, dass der Mann verrückt ist, als er mit dem abgetrennten Kopf seiner Frau in einer Reisetasche spricht. Clementine tötet den Mann. Um sicher durch die Schar der Beißer draußen zu kommen, schmiert Lee Clementine mit dem Blut und Eingeweiden eines toten Beißers ein, um dessen Geruch anzunehmen. Als sie das Hotel verlassen, entdeckt Clementine ihre Eltern – beide sind zu Beißern geworden – während Lee bewusstlos wird und zu Boden stürzt. Als er aufwacht, merkt er, dass Clementine ihn in ein sicheres Gebäude gebracht hat. Zu schwach, um sich zu bewegen, und wissend, dass er bald zu einem Beißer werden wird, weist er Clementine an, ihn an einen Heizkörper zu fesseln, um sich vor ihm zu schützen. Er erklärt ihr auch, wie sie einen Beißer überrumpeln kann, damit sie fliehen und Christa und Omid suchen kann. In seinen letzten Momenten nimmt Lee Abschied von Clementine. Dem Spieler ist dann überlassen, ob Lee zu einem Beißer werden oder Clem ihn erschießen soll.
Nach dem Abspann ist Clementine zu sehen, die alleine auf einem Feld läuft. Sie sieht zwei Gestalten in der Ferne, die sich zu ihr umdrehen. Sie hält nervös ihre Waffe, während sie offenbar versucht zu entscheiden, ob sie rufen oder sich ein Versteck suchen soll.

## Episoden

### 1. Staffel
Das Spiel wurde in fünf Episoden aufgeteilt, die in einem Abstand von je zwei Monaten veröffentlicht wurden.
| Kapitel | Veröffentlichung (für Microsoft Windows, Mac OS X, Xbox 360 und PlayStation 3) |
| --- | ------------------------------------------------------------------------------ |
| |                                                                                |
| Episode 1 – „A New Day“ | 24. April 2012                                                                 |
| Anmerkungen: - Deutscher Titel: „Ein neuer Tag“ - Geschrieben von Sean Vanaman - Zu Beginn der Zombieapokalypse rettet Lee die junge Clementine und schließt sich anderen Überlebenden in Macon, Georgia, an, um sich vor den Horden der sogenannten „Beißer“ zu schützen. |                                                                                |
| |                                                                                |
| Episode 2 – „Starved for Help“ | 27. Juni 2012                                                                  |
| Anmerkungen: - Deutscher Titel: „Hunger und Hilfe“ - Geschrieben von Mark Darin - Nachdem sie ein Motel gesichert haben, geht für die Überlebenden die Nahrung zur Neige. Sie beschließen ein Angebot der St. Johns auf einem nahe gelegenen Molkereibetrieb anzunehmen. Bald finden sie heraus, dass die St. Johns zu Kannibalen geworden sind, um sich am Leben zu erhalten, und flüchten, bevor der Hof von den Beißern überrannt wird.                                                                      |                                                                                |
| |                                                                                |
| Episode 3 – „Long Road Ahead“ | 28. August 2012                                                                |
| Anmerkungen: - Deutscher Titel: „Der lange Weg“ - Geschrieben von Sean Vanaman - Als Banditen und Beißer das Motel angreifen, ist die Gruppe gezwungen, ohne ihre Vorräte zu fliehen, was zu Spannungen in der Gruppe führt. Kenny muss damit umgehen, dass sein Sohn Duck von einem Beißer gebissen wurde. Die Gruppe findet einen betriebsfähigen Zug und fährt in Richtung Savannah, wo Clementine hofft, ihre Eltern zu finden.                                                                             |                                                                                |
| |                                                                                |
| Episode 4 – „Around Every Corner“ | 9. Oktober 2012                                                                |
| Anmerkungen: - Deutscher Titel: „Hinter jeder Ecke“ - Geschrieben von Gary Whitta - Die Überlebenden finden Savannah voller Beißer vor. Nachdem sie ein Boot gefunden haben, machen sie Pläne, Vorräte aus der Crawford-Gemeinschaft sicherzustellen, nur um dann zu erfahren, dass auch diese von Beißern überrannt wurde. Clementine wird von einem mysteriösen Mann entführt und Lee wird von einem Beißer gebissen, so dass ihm nur noch wenig Zeit bleibt, um sie zu retten.                               |                                                                                |
| |                                                                                |
| Episode 5 – „No Time Left“ | 20. November 2012                                                              |
| Anmerkungen: - Deutscher Titel: „Die Zeit wird knapp“ - Geschrieben von Sean Vanaman - Lee und die anderen Überlebenden machen sich auf in Richtung eines Hotels, wo der Mann Clementine gefangenhält. Als die Gruppe getrennt wird, geht Lee alleine weiter. Der Mann im Hotel hegt einen Groll gegen Lee, da dieser indirekt für den Tod seiner Frau verantwortlich ist, aber Lee überwältigt ihn und rettet Clementine. Kurz bevor Lee sich verwandelt, stellt er sicher, dass Clementine in Sicherheit ist. |                                                                                |
| |                                                                                |
| DLC – „400 Days“ | 3. Juli 2013                                                                   |
| Anmerkungen: - Deutscher Titel: „400 Tage“ - 400 Days erzählt die Geschichte der fünf neuen Charaktere Bonnie, Russell, Shel, Vince und Wyatt. Es spielt zur gleichen Zeit wie die ersten fünf Episoden bei einem Fernfahrerlokal in Georgia. |                                                                                |

### 2. Staffel (Season 2)
Die fünf Episoden der zweiten Staffel wurden in unregelmäßigem Abstand zwischen dem 17. Dezember 2013 und dem 16. August 2014 veröffentlicht.
| Kapitel                                                         | Veröffentlichung (für Microsoft Windows, Mac OS X, Xbox 360 und PlayStation 3) |
| --------------------------------------------------------------- | ------------------------------------------------------------------------------ |
|                                                                 |                                                                                |
| Episode 1 – „All that remains“                                  | 17. Dezember 2013                                                              |
| Anmerkungen: - Geschrieben von Nick Brenton und Andrew Grant    |                                                                                |
|                                                                 |                                                                                |
| Episode 2 – „A House divided“                                   | 4. März 2014                                                                   |
| Anmerkungen: - Geschrieben von Nick Breckon                     |                                                                                |
|                                                                 |                                                                                |
| Episode 3 – „In Harms way“                                      | 13. Mai 2014                                                                   |
| Anmerkungen: - Geschrieben von Pierre Shorette                  |                                                                                |
|                                                                 |                                                                                |
| Episode 4 – „Amid the ruins“                                    | 22. Juli 2014                                                                  |
| Anmerkungen: - Geschrieben von J.T. Petty und Eric Stirpe       |                                                                                |
|                                                                 |                                                                                |
| Episode 5 – „No Going back“                                     | 16. August 2014                                                                |
| Anmerkungen: - Geschrieben von Nick Breckon und Pierre Shorette |                                                                                |

### 3. Staffel (A New Frontier, Neuland)
| Kapitel | Veröffentlichung (für Microsoft Windows, Xbox One, PlayStation 4, iOS und Android) |
| --- | ---------------------------------------------------------------------------------- |
| |                                                                                    |
| Episode 1 – „Ties That Bind - Part I“ | 20. Dezember 2016                                                                  |
| Anmerkungen: - Deutscher Titel: „Verpflichtende Bande - TEIL EINS“ - Als Javier und seine Familie unvermittelt einer anderen Gruppe begegnen, kommt es zu einem Missverständnis, das schnell außer Kontrolle gerät. |                                                                                    |
| |                                                                                    |
| Episode 2 – „Ties That Bind - Part II“ | 20. Dezember 2016                                                                  |
| Anmerkungen: - Deutscher Titel: „Verpflichtende Bande - TEIL ZWEI“ - Im Zuge eskalierender Auseinandersetzungen sucht Javier mit einer Gruppe Flüchtlinge Schutz in einer nahegelegenen Stadt.                      |                                                                                    |
| |                                                                                    |
| Episode 3 – „Above the Law“ | 28. März 2017                                                                      |
| Anmerkungen: - Deutscher Titel: „Über dem Gesetz“ - Schockierende Entwicklungen treiben einen Keil zwischen Waffenbrüder.                                                                                           |                                                                                    |
| |                                                                                    |
| Episode 4 – „Thicker Than Water“ | 25. April 2017                                                                     |
| Anmerkungen: - Deutscher Titel: „Dicker als Wasser“ - Als die Gemeinschaft von Innen bedroht wird, schmiedet Javier unerwartete Bündnisse, um seine Familie zu schützen.                                            |                                                                                    |
| |                                                                                    |
| Episode 5 – „From the Gallows“ | 30. Mai 2017                                                                       |
| Anmerkungen: - Deutscher Titel: „Dem Galgen entkommen“ - Um zu retten, was noch zu retten ist, werden Javier und den anderen schwere Opfer abverlangt.                                                              |                                                                                    |

### 4. Staffel (The Final Season, Die letzte Staffel)
| Kapitel | Veröffentlichung (für Microsoft Windows, Xbox One, PlayStation 4 und Nintendo Switch) |
| --- | ------------------------------------------------------------------------------------- |
| |                                                                                       |
| Episode 1 – „Done Running“                                                                                 | 14. August 2018                                                                       |
| Anmerkungen: - Geschrieben von Jessica Krause, Adam Esquenazi Douglas, Mary Kenney und Lauren Mee          |                                                                                       |
| |                                                                                       |
| Episode 2 – „Suffer the Children“                                                                          | 25. September 2018                                                                    |
| Anmerkungen: - Geschrieben von James Windeler und Mary Kenny                                               |                                                                                       |
| |                                                                                       |
| Episode 3 – „Broken Toys“                                                                                  | 15. Januar 2019                                                                       |
| Anmerkungen: - Geschrieben von Lauren Mee und Mark Darin                                                   |                                                                                       |
| |                                                                                       |
| Episode 4 – „Take Us Back“                                                                                 | 26. März 2019                                                                         |
| Anmerkungen: - Geschrieben von Adam Esquenazi Douglas, James Windeler, Michael Kirkbride und Chris Rebbert |                                                                                       |

## Charaktere und Synchronsprecher
| Lee Everett     | Dave Fennoy          | Dave Fennoy       | -                 | Dave Fennoy       |
| Clementine      | Melissa Hutchison    | Melissa Hutchison | Melissa Hutchison | Melissa Hutchison |
| Police Officer  | Mark Barbolak        |                   |                   |                   |
| Diana           | Rebecca Schweitzer   |                   |                   |                   |
| Shawn Greene    | Peter Edward Mussad  |                   |                   |                   |
| Chet            | Brian R. Davis       |                   |                   |                   |
| Andre Mitchell  | Jacob Battersby      |                   |                   |                   |
| Hershel Greene  | Chuck Kourouklis     |                   |                   |                   |
| Kenny           | Gavin Hammon         | Gavin Hammon      | Gavin Hammon      | -                 |
| Katjaa          | Cissy Jones          |                   |                   |                   |
| Jolene          | Cissy Jones          |                   |                   |                   |
| Brie            | Cissy Jones          |                   |                   |                   |
| Duck            | Max Kaufman          |                   |                   |                   |
| Glenn           | Nick Herman          |                   |                   |                   |
| Carley          | Nicole Vigil         |                   |                   |                   |
| Lilly           | Nicki Rapp           | -                 | -                 | Nicki Rapp        |
| Larry           | Terence McGovern     |                   |                   |                   |
| Doug            | Sam Joan             |                   |                   |                   |
| Irene           | Brett Pels           |                   |                   |                   |
| Steve           | Ruby Butterfield     |                   |                   |                   |
| Travis          | Ruby Butterfield     |                   |                   |                   |
| Boyd            | Ruby Butterfield     |                   |                   |                   |
| Mark            | Mark Middleton       |                   |                   |                   |
| David Parker    | Kevin Burns          |                   |                   |                   |
| Ben Paul        | Trevor Hoffmann      |                   |                   |                   |
| Andrew St. John | Adam John Harrington |                   |                   |                   |
| Danny St. John  | Brian Sommer         |                   |                   |                   |
| Bandit 1        | Maxwell Zorbel       |                   |                   |                   |
| Brenda St. John | Jeanie Kelsey        |                   |                   |                   |
| Beatrice        | Jolie Menzel         |                   |                   |                   |
| Gary            | Terence McGovern     |                   |                   |                   |
| Charles         | Roger Jackson        |                   |                   |                   |
| Dr. Logan       | Roger Jackson        |                   |                   |                   |
| Stranger        | Roger Jackson        |                   |                   |                   |
| Christa         | Mara Junot           | Mara Junot        | -                 | -                 |
| Anna Correa     | Mara Junot           |                   |                   |                   |
| Omid            | Owen Thomas          | Owen Thomas       | -                 | -                 |
| Molly           | Erin Yvette          |                   |                   |                   |
| Vernon          | Butch Eagle          |                   |                   |                   |
| Clive           | Jason Victor         |                   |                   |                   |

## Rezeption

### Kritiken
Generell hat The Walking Dead positive Kritik erhalten und wurde als eins der Videospielhighlights von 2012 angesehen. Die erste Episode, A New Day, wurde positiv aufgenommen. Der Review-Aggregator Metacritic berechnete einen durchschnittlichen Wert von 82 % für die PC-Version, 84 % für die PlayStation-3-Version und 79 % für die Xbox-360-Fassung. Das Spiel erhielt verschiedene Auszeichnungen, einschließlich des IGN Editors’ Choice Awards, PC Gamer Editors’ Choice Awards, Xbox Editors’ Choice Awards, und des PlayStation Gold Awards.
Auch die zweite Episode wurde positiv aufgenommen. Starved for Help gewann den GameSpy-E3-2012-Award für das „Beste Adventure-Spiel“. Auf Metacritic wurde ein Durchschnitt von 85 % für die PC-Version, je 84 % für die PlayStation-3- und Xbox-360-Version errechnet.
Die dritte Episode Long Road Ahead wurde ähnlich positiv aufgenommen wie die ersten beiden. IGN vergab 9 von 10 Punkten und schrieb (frei übersetzt): „Es ist ein beunruhigender, deprimierender und unterhaltsamer Einstieg in eine Reise, die bisher nicht weniger als hervorragend war.“ GameSpot gab dem Spiel eine Wertung von 8,5 und schrieb (frei übersetzt): „The Walking Dead hat die Mitte der fünfteiligen Serie überwunden und zeigt Andeutungen, dass das Spiel immer besser wird, bis zu dessen zwangsläufig deprimierenden und verstörenden Ende.“ MTV bewertete es ebenfalls positiv und sagte (frei übersetzt): „Telltale hat eine Serie voller schmerzhafter emotionaler Entscheidungen inmitten einer Sammlung nicht allzu harter Rätsel in einer visuell beeindruckenden Adaption der Comicreihe von Robert Kirkman (mit einigen Anspielungen auf die TV-Serie) erschaffen.“
Die vierte Episode erhielt eine ähnliche Rezeption. Bemängelt wurden die technischen Schwierigkeiten (ein Minus, das als das Hauptproblem der Staffel benannt wurde) und dass die „neuen Charaktere nicht die Aufmerksamkeit erhielten, die sie verdienten“. Es erhielt 81 % auf Metacritic. Die Episode wurde von einigen Kritikern als die schwächste der Staffel benannt, wurde aber dennoch für die spektakuläre Darstellung im Großen und Ganzen gelobt.
Die fünfte und letzte Episode wurde von zahlreichen Kritikern sehr positiv aufgenommen. Sie erhielt 9,5 von 10 Punkten von IGN und wurde für jeden Aspekt gelobt, kritisiert wurden lediglich technische Pannen, ein wiederkehrendes Problem der Serie. Es wurde außerdem von Dark Station gelobt, die der letzten Episode eine Wertung von 10 von 10 gaben und es als „…das beste Spiel 2012“ bezeichneten. Gameinformer gab Episode 5 eine Wertung von 8,5 von 10 und monierte, dass die Geschichte beeindruckend sei, aber am Ende die Entscheidungen für die Geschichte nicht wirklich von Bedeutung seien und lediglich eingebaut wurden, um mehr Realismus einzubringen.
Über die gesamte Serie urteilte die deutschsprachige Ausgabe des Magazins Retro Gamer, ihr Konzept sei „spielerisch anspruchslos, auf Quick-Time-Action, Entscheidungen und Dialoge fokussiert“.
Das ebenfalls auf der Serie basierende The Walking Dead: Survival Instinct des Entwicklers Terminal Reality erhielt dagegen weniger positive Wertungen, Metacritic berechnete einen Durchschnitt von 32 %.
Die erste Episode von The Walking Dead übertraf in der Woche vom 30. April 2012 das meistgespielte Spiel auf Xbox Live Arcade und blieb zwei Wochen an der Spitze der Xbox-Live-Arcade-Charts. Es überstieg die Verkaufscharts im PSN und auf Steam. Die erste Episode verkaufte sich innerhalb von 20 Tagen eine Million Mal, was es bis heute zu Telltales schnellstverkauftem Titel macht. Diese Zahlen enthalten nicht die Verkäufe über iOS. Mit der Veröffentlichung der dritten Episode wurden über 3,8 Millionen Episoden von 1,2 Millionen Spielern gespielt.

### Auszeichnungen
The Walking Dead wurde als Wiederauferstehung des Adventure-Spielgenres bezeichnet, das seit Mitte der neunziger Jahre zurückgegangen ist. Gamasutra und Game Developer ernannten das Studio zu einem der Top-10-Entwickler 2012.
The Walking Dead wurde bei den Spike Video Game Awards 2012 als „Spiel des Jahres“, „Bestes adaptiertes Videospiel“ und „Bestes Herunterladbares Spiel“ ausgezeichnet; Melissa Hutchisons Rolle als Clementine wurde als „Beste weibliche Performance“ ausgezeichnet, während Dave Fennoys Rolle als Lee für die „Beste männliche Performance“ nominiert wurde. Telltale Games wurde außerdem als „Spielstudio des Jahres“ ausgezeichnet.
The Walking Dead wurde bei den 2012 Inside Gaming Awards mit den Auszeichnungen „Bestes herunterladbares Spiel“ und „Bestes Charakterdesign“ für Lee Everett ausgezeichnet.
Wired ernannte The Walking Dead zu ihrem Spiel des Jahres 2012.

## Nachfolger & DLC
Am 6. Juli 2013 kündigte Telltale die zweite Staffel an, welche am 17. Dezember 2013 veröffentlicht wurde.
Um die Zeit bis zur zweiten Staffel zu überbrücken, kündigte Telltale auf der Electronic Entertainment Expo im Juni 2013 zusätzliche Inhalte für das erste Spiel an. Die Erweiterung trägt den Titel The Walking Dead: 400 Days, die Handlung dreht sich um fünf neue Charaktere. 400 Days spielt überwiegend in einem Fernfahrerlokal in Georgia, und der Spieler übernimmt die Kontrolle über die fünf Figuren in verschiedenen Zeitabschnitten in diesen 400 Tagen. Zeitlich spielen diese Ereignisse etwa zur gleichen Zeit wie die ersten fünf Episoden. Die Entscheidungen, die in dieser Erweiterung getroffen werden, haben auch Auswirkungen auf Staffel 2. 400 Days ist im Juli 2013 für alle Plattformen erschienen, im August 2013 folgte eine Version für PlayStation Vita, die neben der ersten Episode auch die Erweiterung enthält.
Die dritte Staffel wurde Ende Juli 2014 während der Comic Con in San Diego vom Entwickler Telltale Games angekündigt. Die Veröffentlichung war am 20. Dezember 2016. Ebenfalls zur Comic Con kündigte man 2017 die vierte und letzte Staffel an, die die Geschichte imposant abschließen soll. Nach der Insolvenz von Telltale Games wurde die Entwicklung der letzten beiden Episoden der finalen Staffel von Skybound Games, in Zusammenarbeit mit ehemaligen Telltale-Mitarbeitern, übernommen.